# Charles-Auguste Bertrand
Pour les articles homonymes, voir Bertrand.
Charles-Auguste Bertrand (né le 29 mars 1890 à Saint-Vincent-de-Paul et mort le 21 septembre 1977 à Montréal) est un avocat et homme politique québécois. Il a été député de Montréal-Laurier à l'Assemblée législative du Québec de 1936 à 1939 et secrétaire provincial en 1936.
Sa sépulture est située dans le Cimetière Notre-Dame-des-Neiges, à Montréal.